# Калтымановский сельсовет
Калтымановский сельсовет — муниципальное образование в Иглинском районе Башкортостана.

## История
Согласно «Закону о границах, статусе и административных центрах муниципальных образований в Республике Башкортостан» имеет статус сельского поселения.

## Население
| 2002  | 2009  | 2010  | 2012  | 2013  | 2014  | 2015  |
| ----- | ----- | ----- | ----- | ----- | ----- | ----- |
| 2241  | ↗2547 | ↘2332 | ↗2335 | ↗2410 | ↗2437 | ↗2567 |
| 2016  | 2017  | 2018  |       |       |       |       |
| ↗2674 | ↗2752 | ↗2840 |       |       |       |       |

## Состав сельского поселения
| №  | Населённый пункт | Тип населённого пункта       | Население |
| -- | ---------------- | ---------------------------- | --------- |
| 1  | Калтыманово      | село, административный центр | ↘530      |
| 2  | Алаторка         | село                         | ↘718      |
| 3  | Шакша            | деревня                      | ↗290      |
| 4  | Пушкинское       | деревня                      | ↘202      |
| 5  | Фрунзе           | деревня                      | ↗163      |
| 6  | Новая Берёзовка  | деревня                      | ↘94       |
| 7  | Верный           | деревня                      | ↗91       |
| 8  | Баранцево        | деревня                      | ↗85       |
| 9  | Ясная Поляна     | деревня                      | →65       |
| 10 | Кировское        | деревня                      | ↘62       |
| 11 | Тауш             | деревня                      | ↗23       |
| 12 | Калининское      | деревня                      | ↘9        |